# Квемадо (Нью-Мексико)
Квемадо (англ. Quemado) — переписна місцевість (CDP) в США, в окрузі Катрон штату Нью-Мексико. Населення — 163 особи (2020).

## Географія
Квемадо розташоване за координатами 34°20′26″ пн. ш. 108°30′22″ зх. д. / 34.34056° пн. ш. 108.50611° зх. д. (34.340629, -108.506023).  За даними Бюро перепису населення США в 2010 році переписна місцевість мала площу 4,66 км², з яких 4,64 км² — суходіл та 0,03 км² — водойми.

### Клімат
| Клімат : Квемадо         | Клімат : Квемадо | Клімат : Квемадо | Клімат : Квемадо | Клімат : Квемадо | Клімат : Квемадо | Клімат : Квемадо | Клімат : Квемадо | Клімат : Квемадо | Клімат : Квемадо | Клімат : Квемадо | Клімат : Квемадо | Клімат : Квемадо | Клімат : Квемадо |
| Показник                 | Січ.             | Лют.             | Бер.             | Квіт.            | Трав.            | Черв.            | Лип.             | Серп.            | Вер.             | Жовт.            | Лист.            | Груд.            | Рік              |
| Абсолютний максимум, °C  | 20,6             | 25,0             | 26,7             | 31,1             | 35,0             | 36,7             | 37,8             | 37,2             | 34,4             | 30,6             | 27,2             | 21,7             | 37,8             |
| Середній максимум, °C    | 8,3              | 10,0             | 13,9             | 18,3             | 23,3             | 28,9             | 29,4             | 27,8             | 25,0             | 20,0             | 13,3             | 8,3              | 18,9             |
| Середній мінімум, °C     | −9,4             | −7,8             | −6,1             | −2,8             | 1,1              | 5,0              | 10,0             | 10,0             | 5,6              | −0,6             | −6,1             | −10              | −0,9             |
| Абсолютний мінімум, °C   | −36,1            | −32,8            | −28,9            | −18,9            | −12,2            | −7,8             | −15              | 0,0              | −7,8             | −16,1            | −28,9            | −28,9            | −36,1            |
| Норма опадів, мм         | 14               | 15               | 15               | 12               | 13               | 10               | 63               | 65               | 46               | 24               | 22               | 15               | 314              |
| ------------------------ | ---------------- | ---------------- | ---------------- | ---------------- | ---------------- | ---------------- | ---------------- | ---------------- | ---------------- | ---------------- | ---------------- | ---------------- | ---------------- |
| Джерело: Weather Channel |                  |                  |                  |                  |                  |                  |                  |                  |                  |                  |                  |                  |                  |

## Демографія
Згідно з переписом 2010 року, у переписній місцевості мешкало 228 осіб у 86 домогосподарствах у складі 54 родин. Густота населення становила 49 осіб/км².  Було 135 помешкань (29/км²).
Расовий склад населення:
| - 74,6 % — білих - 18,4 % — корінних американців - 0,9 % — чорних або афроамериканців - 2,6 % — осіб інших рас |

До двох чи більше рас належало 3,5 %. Частка іспаномовних становила 23,7 % від усіх жителів.
За віковим діапазоном населення розподілялося таким чином: 26,8 % — особи молодші 18 років, 53,9 % — особи у віці 18—64 років, 19,3 % — особи у віці 65 років та старші. Медіана віку мешканця становила 41,5 року. На 100 осіб жіночої статі у переписній місцевості припадало 109,2 чоловіків;  на 100 жінок у віці від 18 років та старших — 122,7 чоловіків також старших 18 років.
Цивільне працевлаштоване населення становило 33 особи. Основні галузі зайнятості: публічна адміністрація — 63,6 %, мистецтво, розваги та відпочинок — 36,4 %.